# Crassula aurusbergensis
Crassula aurusbergensis (G.Will., 1992) è una pianta succulenta appartenente alla famiglia delle Crassulaceae, endemica di una ristretta area della Namibia meridionale.
L'epiteto specifico aurusbergensis si riferisce alla zona dove la specie è stata scoperta per la prima volta, ossia il monte Aurusberg. Questo si trova nell'area desertica dello Sperrgebiet, nel deserto del Namib.

## Descrizione

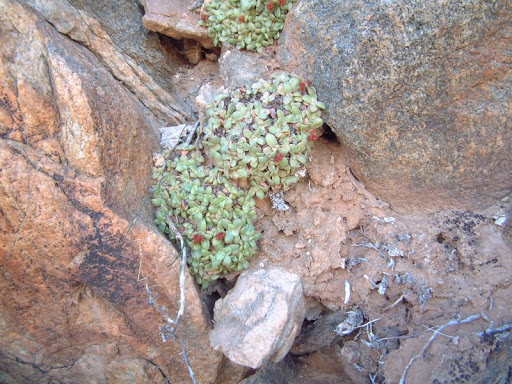
Esemplari di C. aurusbergensis in un anfratto roccioso.

C. aurusbergensis è una pianta perenne di piccole dimensioni che si sviluppa a partire da rosette basali con corti steli dall'aspetto legnoso, in grado di raggiungere i 20 mm d'altezza, 35 mm circa comprese anche le infiorescenze.
Le foglie sono molto carnose, sessili, di colore verde chiaro e hanno la pagina superiore macchiata di rosso oppure di un verde più scuro. Sono inoltre glabre, di forma da obovata a ovata e misurano 14 millimetri in lunghezza per circa 9 mm in larghezza. Hanno uno spessore intorno ai 4 mm, un margine dall'aspetto ialino e minutamente seghettato, con denti arrotondati e ripiegati verso la base della foglia.
Le infiorescenze a tirso si sviluppano in posizione terminale, misurano circa 20 mm in diametro e ramificano in numerose dicasia. Queste si sviluppano su di un peduncolo lungo circa 15 mm per 1 mm in diametro, che presenta due o tre coppie di brattee basali dalla forma lanceolata. I fiori presentano petali molto carnosi, di colore verde scuro, fusi tra loro alla base e dalla forma triangolare. Sono inoltre ricoperti da fini papille e presentano un apice smussato. La corolla ha una forma a coppa ed è formata da petali bianchi fusi tra loro alla base, lunghi circa 1,5 mm, di forma oblunga e leggermente ripiegati alle estremità, privi di appendice dorsale. Gli stami, lunghi circa 2,5 mm, portano delle antere di colore giallo e forma triangolare.

## Distribuzione e habitat
C. aurusbergensis è endemica in una piccola area desertica della Namibia meridionale e nonostante la scoperta di altre popolazioni, oltre alla prima individuata, resta limitata ad una ridotta EOO (Extent Of Occurance) di soli 1,250 km².
L'isolamento della zona fa sì che questa specie non risulti particolarmente minacciata e le 6 popolazioni identificate durante lo studio del 2004, che ne ha portato all'inclusione nella IUCN Red List come specie a rischio minimo, sono risultate numericamente stabili. Inoltre nell'area è stato istituito, nel 2008, un parco nazionale noto come Tsau ǁKhaeb National Park.